# Patapon 3
 (septembre 2020).
Si vous disposez d'ouvrages ou d'articles de référence ou si vous connaissez des sites web de qualité traitant du thème abordé ici, merci de compléter l'article en donnant les références utiles à sa vérifiabilité et en les liant à la section « Notes et références ».
Patapon 3 (パタポン 3) est un jeu vidéo de rythme développé par SCE Japan Studio et Pyramid, édité par Sony Computer Entertainment pour la PlayStation Portable et PlayStation Vita, le jeu est sorti aux États-Unis le 12 avril 2011, le 15 avril 2011 en Europe, puis au Japon le 28 avril 2011.

## Histoire
Patapon 3 se déroule après la victoire des Patapons face au démon Dettankarmen et avoir retrouvé la princesse Patapon.
Les Patapons construisent un pont à l'aide des Zigotons et des Karmens pour continuer jusqu'à Earthend, mais trouvent sur leur chemin un coffre géant. En détruisant ce dernier, ils libèrent des esprits maléfiques emprisonnés depuis longtemps. Les Patapons sont alors transformés en pierre et ne laissent derrière eux qu’un monde sans espoir.
Peu de temps après, une étoile nommée « Hoshipon Argenté » appelle le Tout-Puissant pour réveiller le héros Patapon qui se transformera afin de devenir plus puissant, tout en réveillant un Yaripon, un Tatepon et un Yumipon. Dans cette nouvelle aventure, les Patapons vont devoir affronter l'armée des Bonedeth, nouveaux ennemis jurés des Patapons, ainsi que des créatures jusqu’à présent inconnues et les « Héros noirs » qui ont un pouvoir semblable à celui du héros Patapon. Les Patapons peuvent trouver des coffres contenant des armes à l'intérieur qu'ils ramèneront dans leur cachette secrète. Ils doivent alors détruire les esprits maléfiques échappés du coffre brisé puis vaincre le boss final et retrouver Earthend.

## Système de jeu
Le système de jeu est basé sur les touches géométriques de la manette : carré, triangle, rond et croix.
Le joueur doit faire des combinaisons de touches en rythme pour faire avancer, attaquer ou défendre sa troupe. L'objectif est d'amener sa troupe préalablement choisie à la fin du niveau, sans que le Hatapon (Porteur du drapeau) ne meurt, ou bien que vos guerriers ne soient plus au combat. 
Il est possible de récupérer du matériel, comme des lances, des boucliers, des arcs et d'autres armes durant le niveau. Ces derniers permettent de faire évoluer vos guerriers par des possibilités variées pour améliorer la composition de l'équipe et leur puissance. 
Si le joueur suit le rythme assez longtemps il entre en mode Fever, ce qui double la force de sa troupe et permet l'activation de miracles, faisant ainsi pleuvoir ou encore déclenchant un vent arrière pour augmenter la portée des tirs à distance.

### Généralités
Il est possible d'améliorer les caractéristiques et les équipements de ses différents Patapons (fantassins, archers, cavaliers…) au fil du jeu.
Chaque touche (Triangle, Cercle, Croix, Carré) est assignée à un tambour particulier. Il suffit de ces quatre touches pour jouer. Le concept de simplicité de jeu et d'accessibilité est donc repris de LocoRoco. La combinaison de plusieurs tambours permet de créer un rythme assigné à un ordre. Les ordres sont ainsi communiqués aux Patapons, selon un rythme en quatre temps, coordonné avec la musique. Quand un rythme est joué, les Patapons le répètent tout en exécutant l'action associée à ce rythme. Le joueur doit alors ruser pour utiliser les rythmes adéquats selon les situations, pour terminer le niveau avec un minimum de pertes et un maximum de gains. Ils peuvent être du Ka-ching (monnaie du jeu), des matériaux, des armes ou des objets spéciaux.

## Équipe de développement
- Concepteur : Hiroyuki Kotani
- Directeur Artistique : Rolito
- Lead Artist : Shinichi Shibazaki
- Programmeur principal : Hayato Ikeda
- Producteur associé : Junichi Yoshizawa
- Producteur exécutif : Kazuhito Miyaki

## Accueil
- IGN : 9/10[1]
- Jeuxvideo.com : 14/20[2]